# 말라칼섬

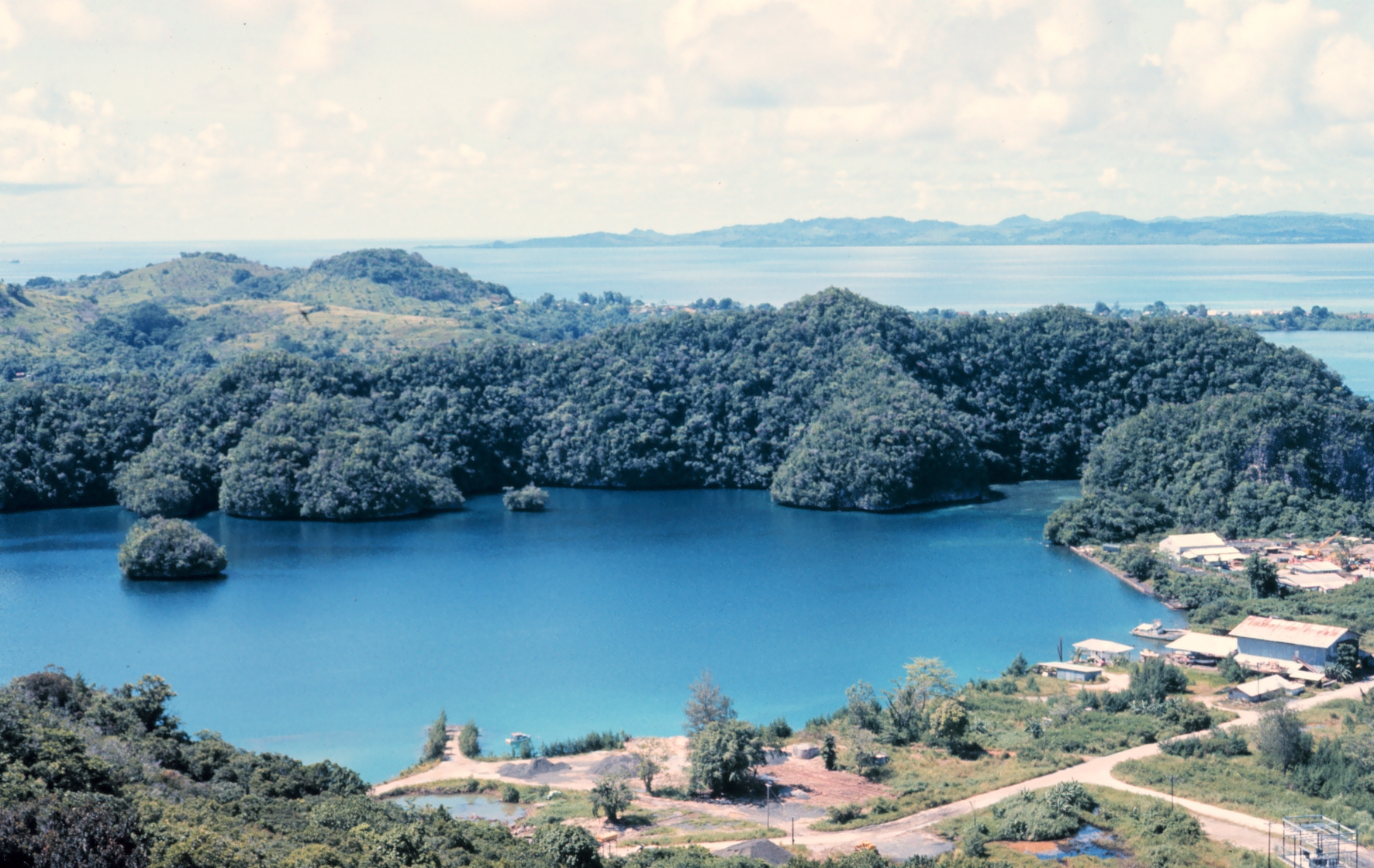
말라칼섬

말라칼섬(영어: Malakal Island, 팔라우어: Ngemelachel)은 팔라우 코로르주에 속한 섬이다.
섬 부근에는 산호초가 별로 없기 때문에 팔라우에서 가장 큰 항만 시설이 위치하며 관광객이 많이 몰린다. 에코 파라다이스 FM의 송신소가 이 곳에 설치되어 있다. 코로르섬과는 육교로 연결되어 있다.